# Buddenhagen (Meyenburg)
Buddenhagen ist ein Gemeindeteil der Stadt Meyenburg im Landkreis Prignitz in Brandenburg.

## Geografie
Der Ort liegt vier Kilometer ostsüdöstlich von Meyenburg. Die Nachbarorte sind Tönchow im Norden, Marienhof und Jaebetz im Nordosten, Freyenstein im Südosten, Schmolde und Schabernack im Südwesten, Griffenhagen im Westen sowie Wendisch Priborn im Nordwesten.